# Acronicta polonica
Acronicta polonica là một loài bướm đêm trong họ Noctuidae.